# Halicyclops pondoensis
Halicyclops pondoensis is een eenoogkreeftjessoort uit de familie van de Halicyclopidae. De wetenschappelijke naam van de soort is voor het eerst geldig gepubliceerd in 1977 door Wooldridge.